# Platystemon californicus
Платистемон каліфорнійський (Platystemon californicus) — монотипний рід рослини родини макові.

## Назва
В англійській мові має назву «кремові горнятка» (англ. creamcups).

## Будова
Однорічна рослина що має гладке сіро-зелене листя та кремово-жовті чи білі квіти. Квітне навесні.

## Поширення та середовище існування
Зростає у Каліфорнії у полях, часто після пожеж.

## Галерея

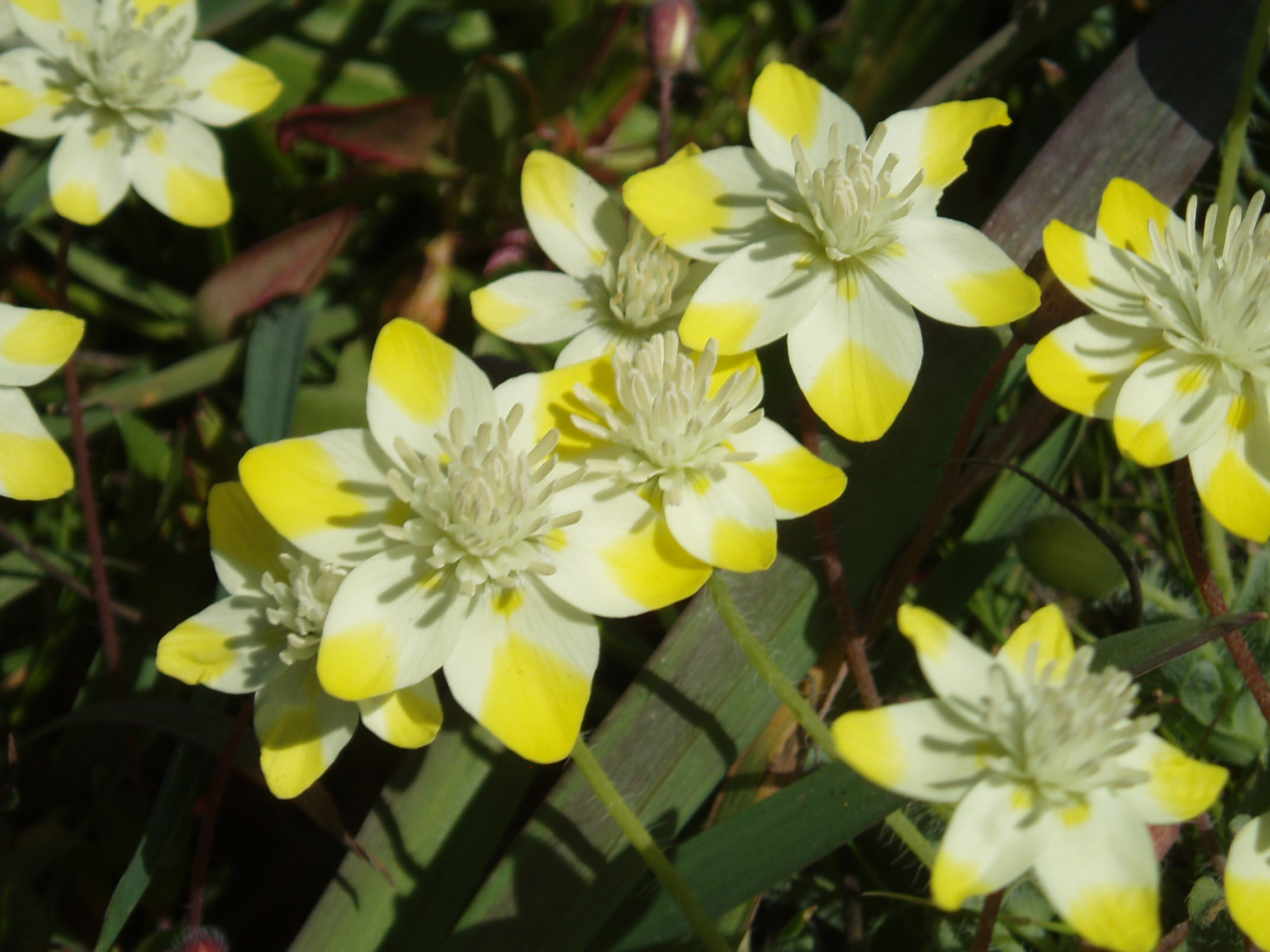
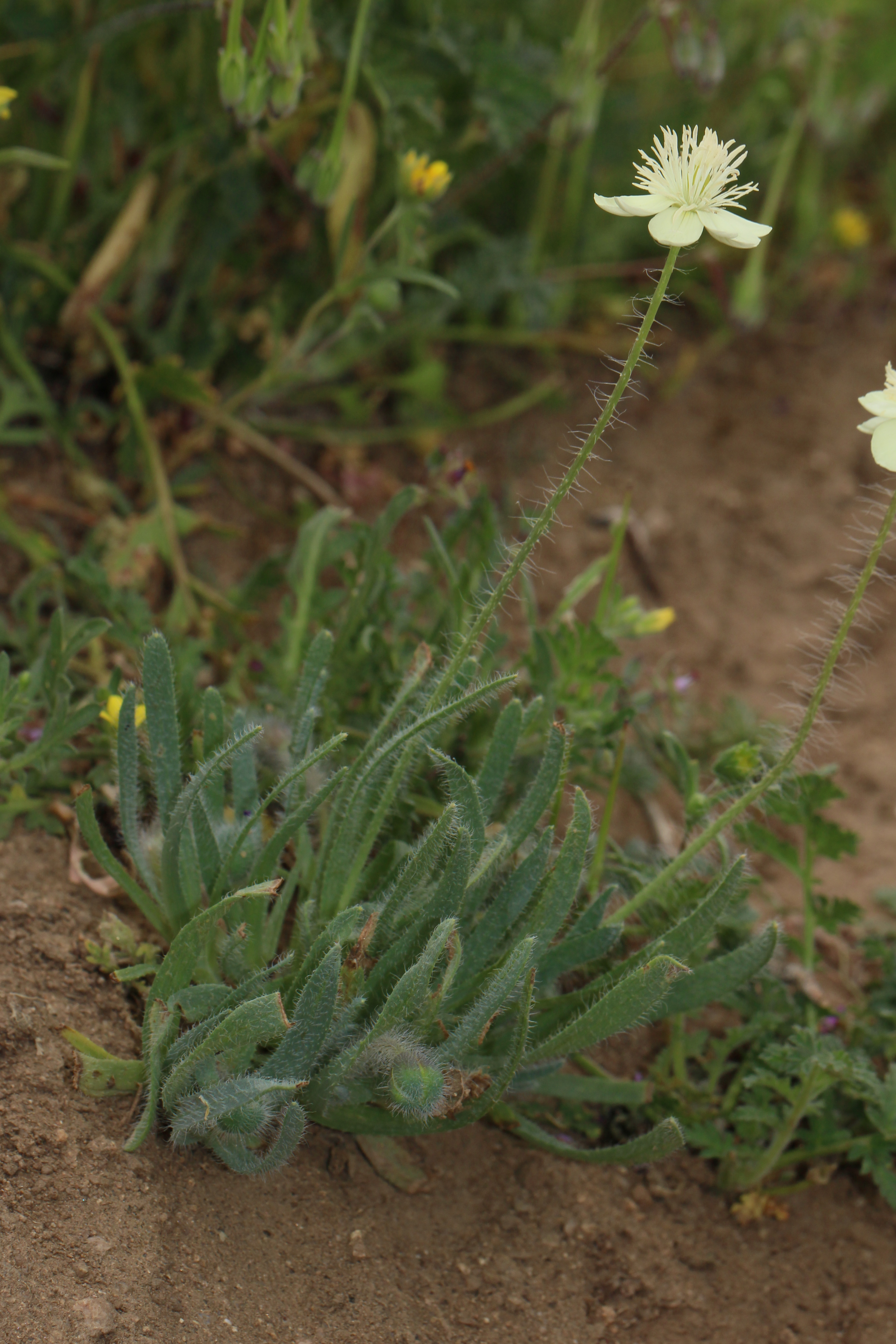
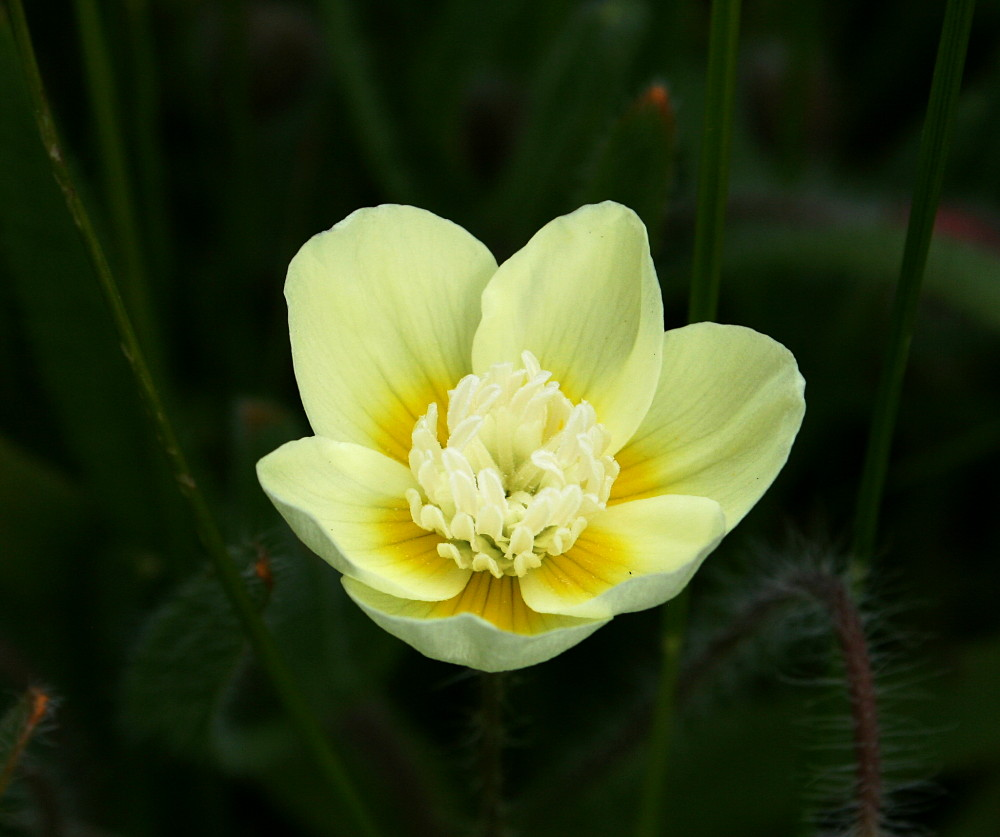